# Joseph Anderson (politiker)

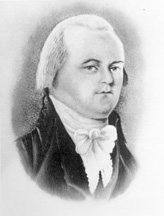
Joseph Anderson

Joseph Inslee Anderson, född 5 november 1757 nära Philadelphia, Pennsylvania, död 17 april 1837 i Washington, D.C., var en amerikansk politiker (demokrat-republikan). Han representerade Tennessee i USA:s senat 1797-1815.
Anderson deltog i amerikanska revolutionen och arbetade efter kriget först som advokat i Delaware, sedan som domare i Sydvästterritoriet. Han deltog 1796 i Tennessees konstitutionskonvent. Han efterträdde följande år William Blount som senator. Andersons utnämning var till slutet av Blounts mandatperiod 1799 och han efterträddes av William Cocke. Anderson fick ändå fortsätta som senator, eftersom delstatens lagstiftande församling valde en ny senator i samband med att hans kollega Andrew Jackson avgick från senaten. Daniel Smith utnämndes till och med mars 1799 till senaten och delstatens lagstiftande församling valde Anderson till att efterträda Smith samma dag som hans eget mandat upphörde. Anderson omvaldes 1803 och 1809.
Andersons son Alexander O. Anderson var senator för Tennessee 1840-1841. Anderson County, Tennessee har fått sitt namn efter Joseph Anderson.